# Rammstein Tour 2016
Tournées par Rammstein
Made in Germany 1995–2011 (2011-2013) Rammstein Festival Tour
(2017)
Le Rammstein Tour 2016 est le nom officieux de la tournée 2016 du groupe allemand de metal industriel Rammstein, qui débute le 2 juin 2016 à Monza en Italie et prend fin trois mois plus tard, le 10 septembre 2016 à Buenos Aires en  Argentine.
Cela faisait 3 ans que le groupe ne s'était pas produit en public et cette tournée a lieu essentiellement pendant la saison estivale des festivals, à l'exception des concerts donnés à Berlin.

## Annonce de la tournée
En novembre 2015, Rammstein annonce son retour sur scène après 3 ans d'absence, essentiellement lors de festivals à l'été 2016. Au fur et à mesure, des dates ont été ajoutées au début 2016. En avril 2016, le groupe annonce 2 concerts à Berlin pour juillet. Devant l'engouement suscité, une 3e date est ajoutée. En mai, le groupe confirme plusieurs dates en Amérique du Sud.
Avant le début de la tournée, le groupe a effectué 4 répétitions : deux d’entre elles étaient secrètes et se sont déroulées les 18 et 25 mai. Elles étaient réservées aux amis et à la famille. Les deux autres concerts ont eu lieu au Black Box Music de Berlin les 26 et 28 mai.

## Setlist
1. Ramm4
2. Reise, Reise
3. Halleluja
4. Zerstören
5. Keine Lust
6. Feuer frei!
7. Seemann
8. Ich tu dir weh
9. Du riechst so gut
10. Mein Herz brennt
11. Links 2 3 4
12. Ich will
13. Du hast
14. Stripped

Rappel
1. Amerika
2. Engel

Nota : lors de certains concerts, Ohne dich a été joué en acoustique. Les titres Frühling in Paris, Te quiero puta! et Moskau ont également été joués au cours de certains concerts.

## Dates
| Date              | Ville            | Pays        | Lieu                       | Commentaire                                |
| ----------------- | ---------------- | ----------- | -------------------------- | ------------------------------------------ |
| 2 juin 2016       | Monza            | Italie      | Gods of Metal              |                                            |
| 3 juin 2016       | Vienne           | Autriche    | Rock in Vienna             |                                            |
| 4 juin 2016       | Lucerne          | Suisse      | Allmend Rockt              |                                            |
| 10 juin 2016      | Donington        | Royaume-Uni | Download Festival          |                                            |
| 11 juin 2016      | Landgraaf        | Pays-Bas    | Pinkpop                    |                                            |
| 12 juin 2016      | Paris            | France      | Download Festival          |                                            |
| 17 juin 2016      | Clisson          | France      | Hellfest                   |                                            |
| 19 juin 2016      | Moscou           | Russie      | Maxidrom (en)              |                                            |
| 23 juin 2016      | Odense           | Danemark    | Tinderbox                  |                                            |
| 24 juin 2016      | Scheeßel         | Allemagne   | Hurricane Festival         |                                            |
| 25 juin 2016      | Neuhausen ob Eck | Allemagne   | Southside Festival         | Festival annulé en raison de forts orages. |
| 30 juin 2016      | Norrköping       | Suède       | Bråvalla Festival (en)     |                                            |
| 1er juillet 2016  | Werchter         | Belgique    | Rock Werchter              |                                            |
| 2 juillet 2016    | Seinäjoki        | Finlande    | Provinssirock (en)         |                                            |
| 8 juillet 2016    | Berlin           | Allemagne   | Waldbühne                  |                                            |
| 9 juillet 2016    | Berlin           | Allemagne   | Waldbühne                  |                                            |
| 11 juillet 2016   | Berlin           | Allemagne   | Waldbühne                  |                                            |
| 15 juillet 2016   | Chicago          | États-Unis  | Chicago Open Air           |                                            |
| 17 juillet 2016   | Québec           | Canada      | Festival d'été de Québec   |                                            |
| 23 juillet 2016   | Mexico           | Mexique     | Hell and Heaven Metal Fest |                                            |
| 20 août 2016      | Großpösna        | Allemagne   | Highfield                  |                                            |
| 27 août 2016      | Wrocław          | Pologne     | Capital of Rock            |                                            |
| 3 septembre 2016  | Santiago         | Chili       | Rockout Fest               |                                            |
| 7 septembre 2016  | São Paulo        | Brésil      | Maximus Festival           |                                            |
| 10 septembre 2016 | Buenos Aires     | Argentine   | Maximus Festival           |                                            |